# 馬特·穆蘭
馬特·穆蘭（英語：Matt Mullan；1987年2月23日—）是一位英格蘭橄欖球運動員。他是英格蘭國家橄欖球隊的一員，代表英格蘭參加了2014年橄欖球六國賽。